# Kanibäckens naturreservat
Kanibäckens naturreservat är ett naturreservat i Jokkmokks kommun i Norrbottens län.
Området är naturskyddat sedan 2021 och är 620 hektar stort. Reservatet ligger öster om Jokkmokk nordväst om Vuollerim och består av  Kanibäcken och flera mindre bäckar och sjöar som omges av stora våtmarker och gran- och tallskog.